# المدرسة المجاهدية (بغداد)
المدرسة المجاهدية مدرسة تاريخية في بغداد، يعود تأسيسها إلى العصر العباسي. وهي من المدارس الحنبلية التي كانت تقع بالقرب من دار الدويدار الكبيرة. تم تشييدها عام 1239 على يد مجاهد الدين أيبك بن عبد الله المستنصري الدواتي، أمير الأمراء المعروف بـ "الدويدار"، زوج ابنة بدر الدين لؤلؤ، والذي قتله هولاكو بعد سقوط بغداد، وأنفذ رأسه إلى الموصل. ويُشار بالذكر إلى أن المدرسة لم تعد موجودة اليوم.